# ZIL-157

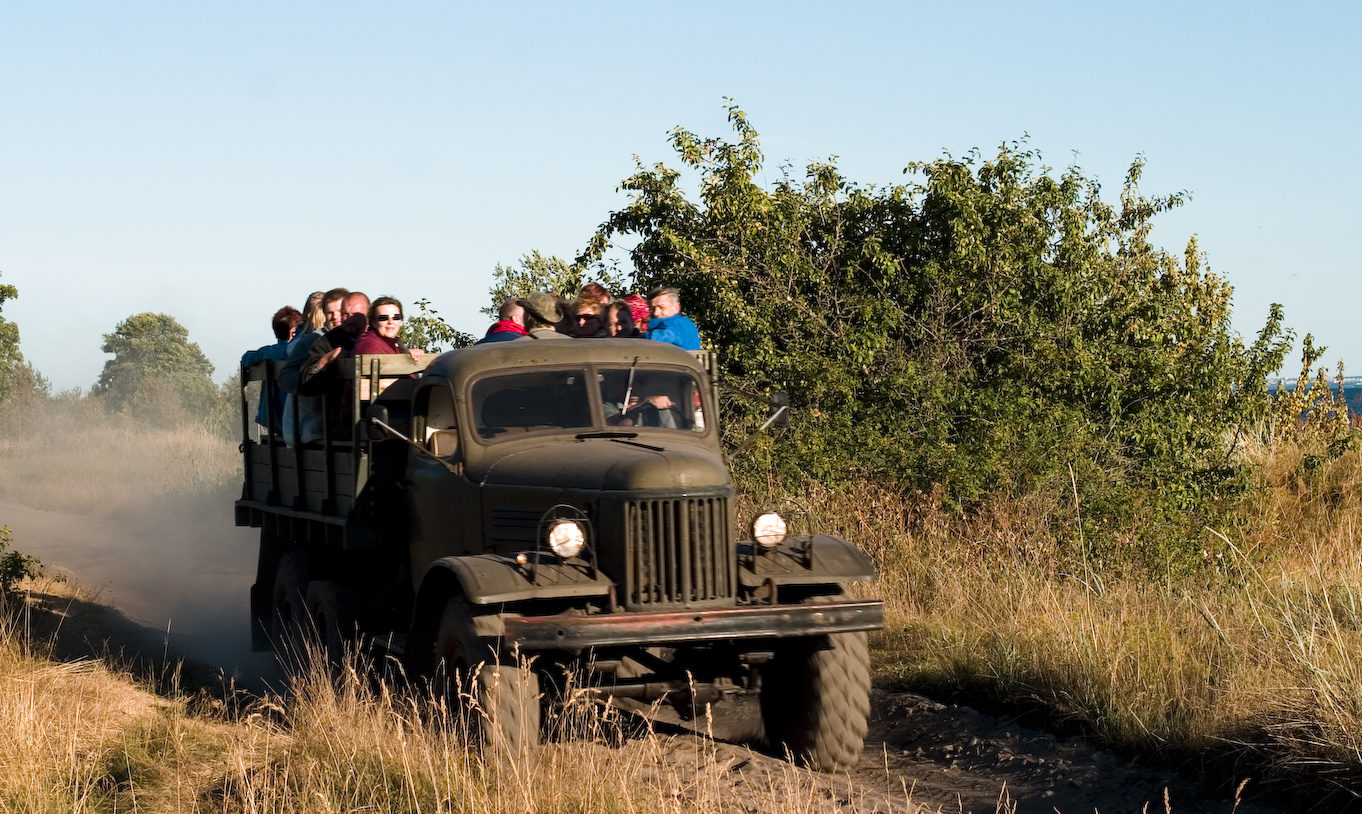
ZIL-157 na ilha de Naissaar, Estônia

O ZIL-157 é um caminhão 6×6 de 2+1⁄2 toneladas de uso geral, produzido na fábrica de Lichachev na União Soviética de 1958 a 1977, quando a produção foi transferida para a fábrica de Amur, já que a fábrica de Lichachev queria se concentrar mais em caminhões modernos, como a linha ZIL-131. No entanto, a produção dos caminhões ZIL-157 continuou mesmo após a queda da União Soviética, mas acabou em 1994.

## História

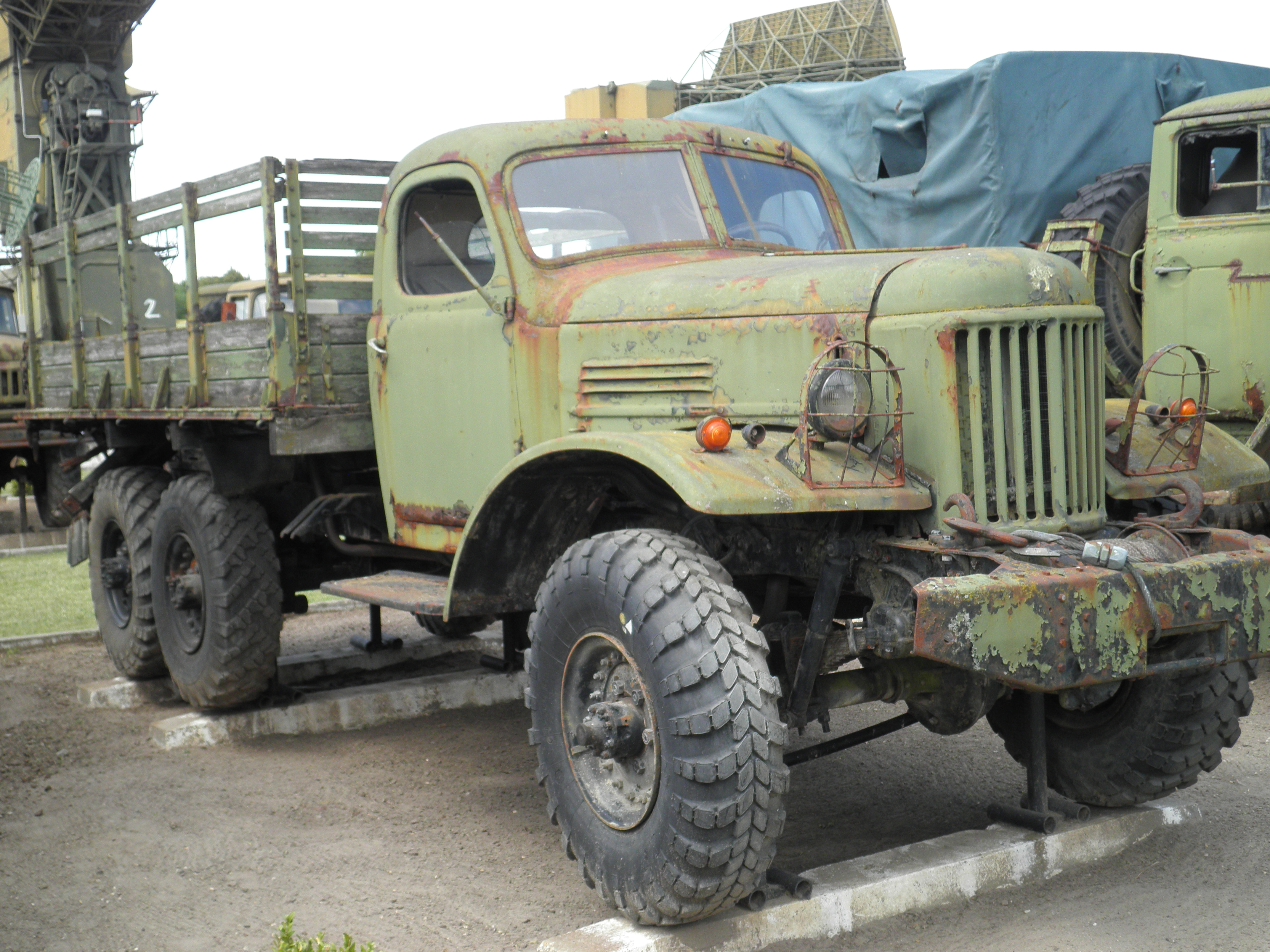
ZIL-157, anteriormente usado pelo Exército Húngaro (2011)

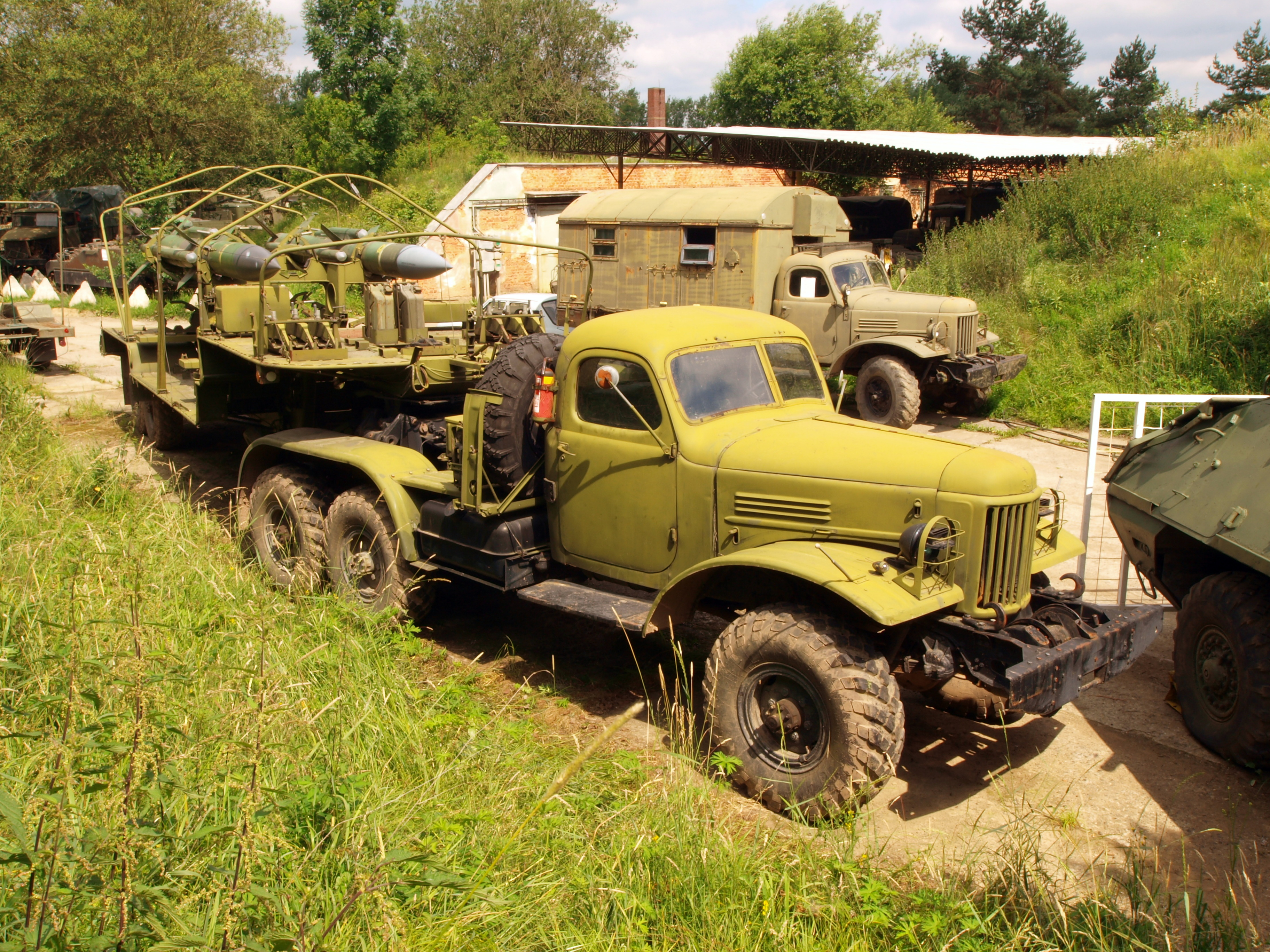
Unidade de trator ZIL-157V com semi-reboque para transporte de foguetes (2012). Ao fundo um ZIL-157 com carroceria de baú

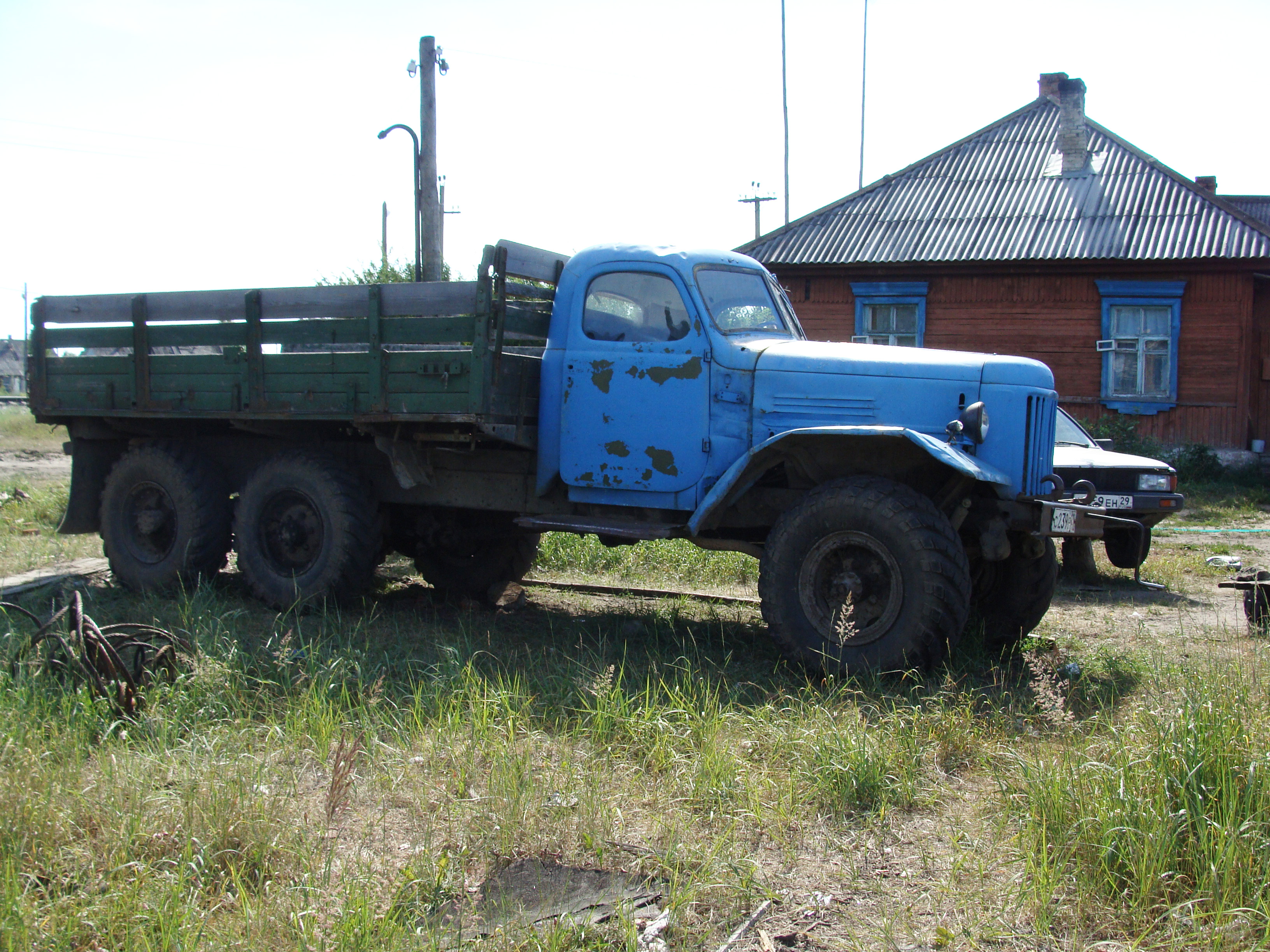
ZIL-157 civil (2010)

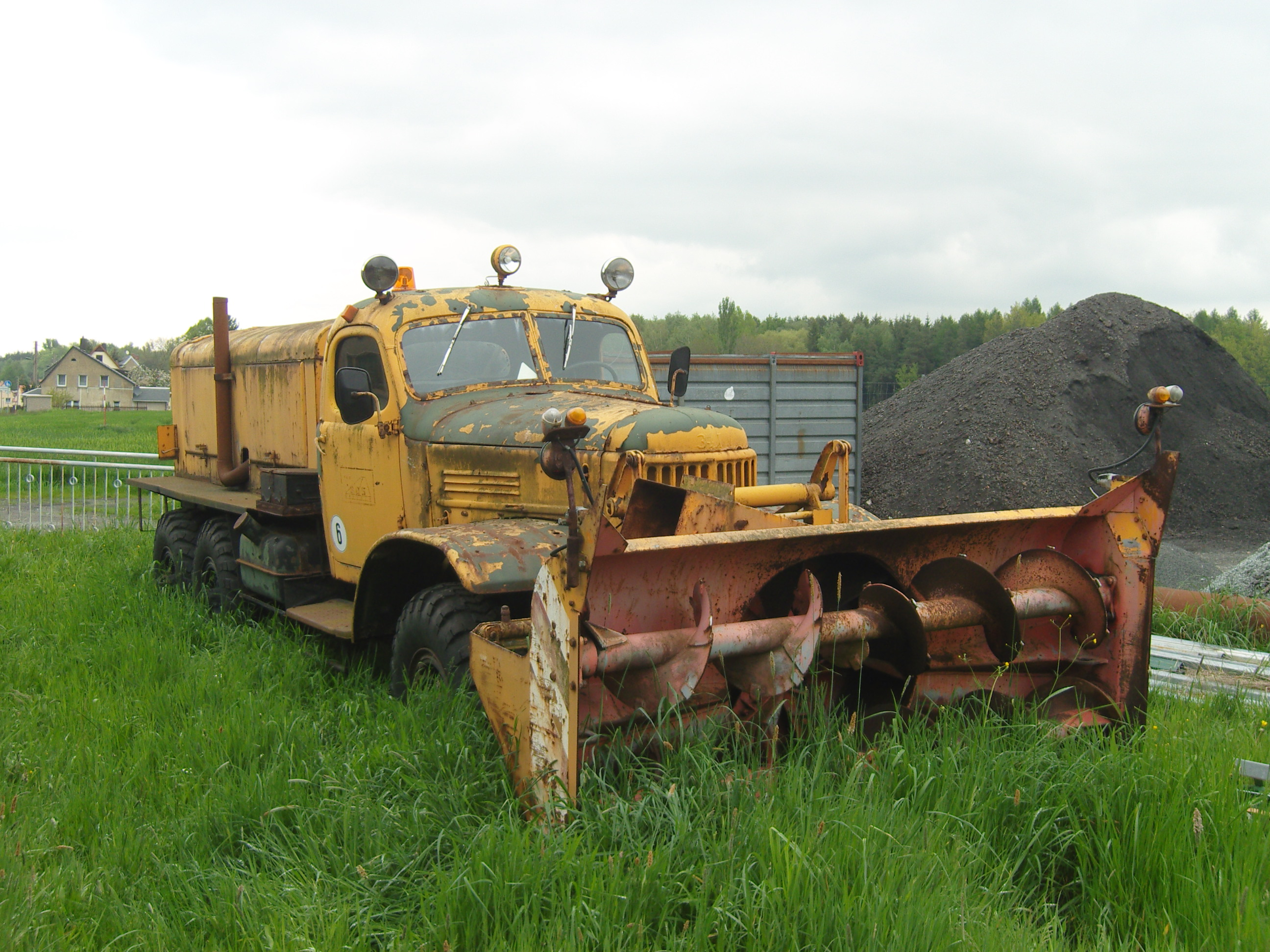
Soprador de neve D-470 na ZIL-157K (2014)

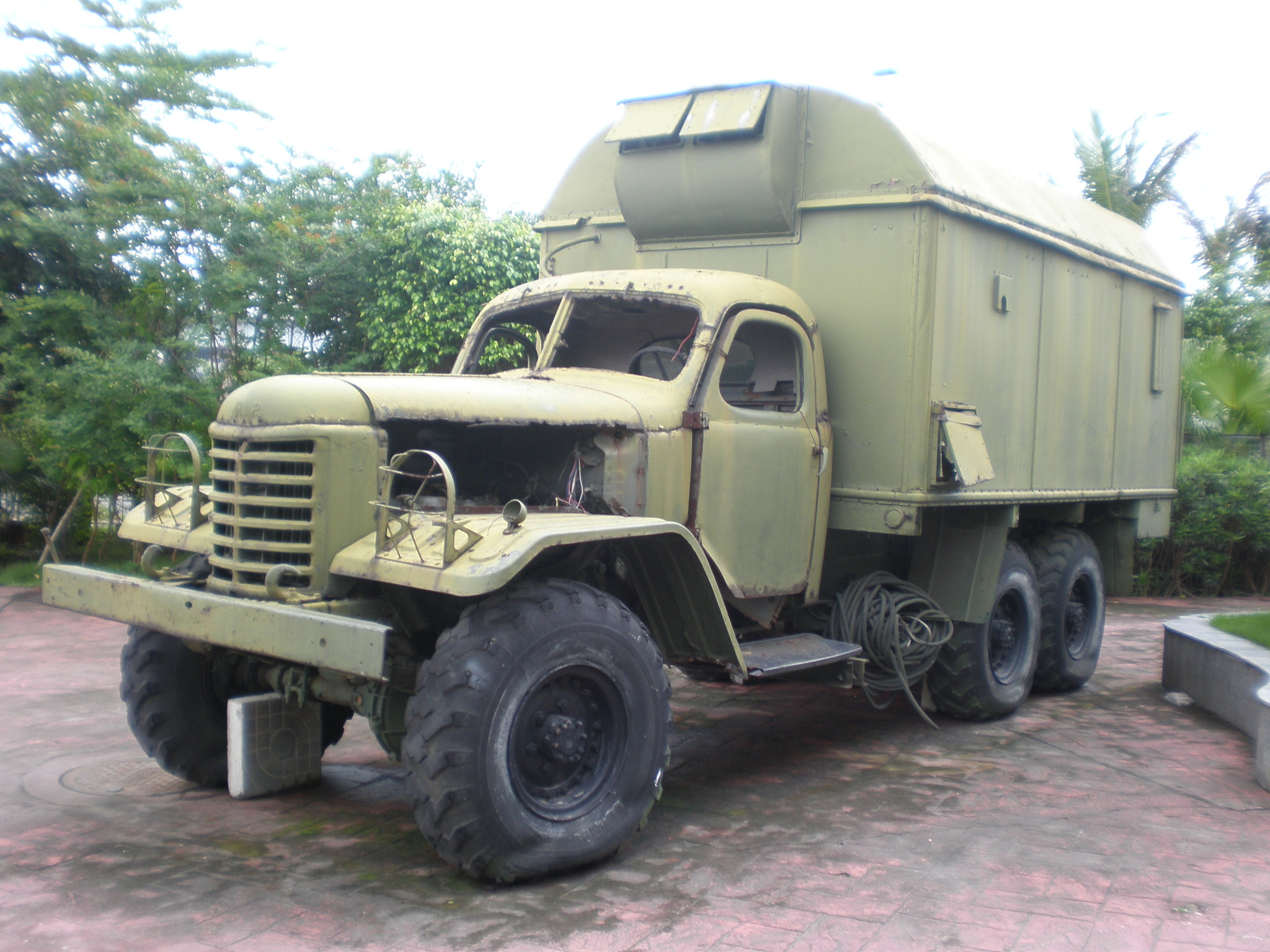
Jiefang CA-30 com caixa de radar, a cópia chinesa do ZIL-157

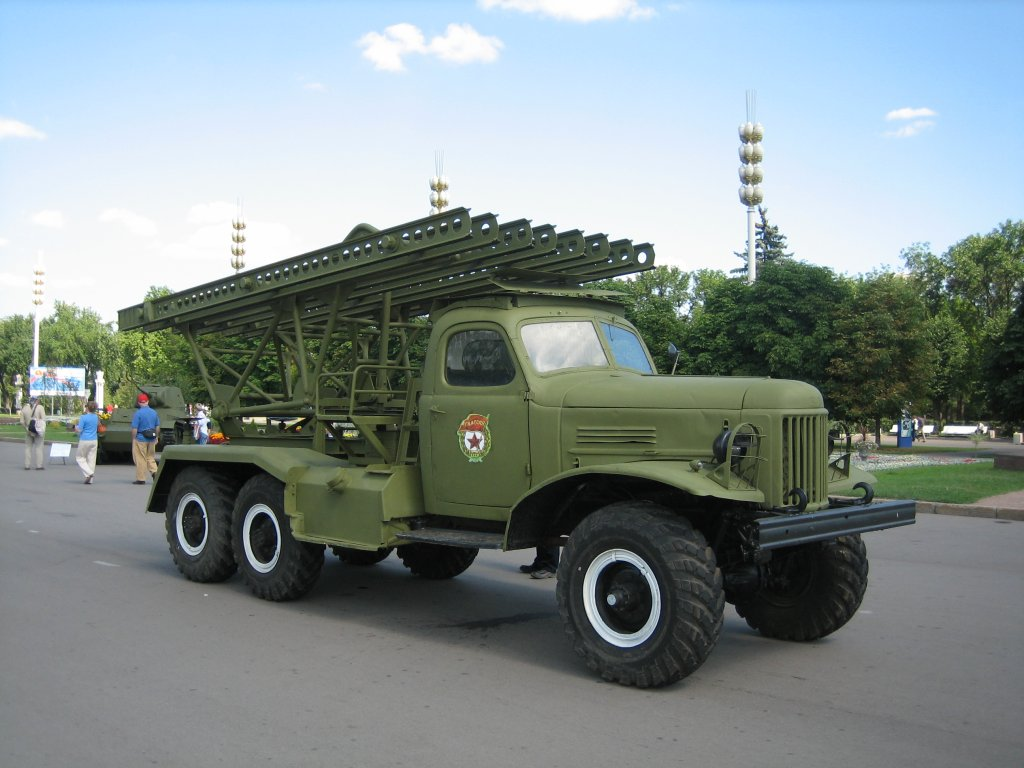
Lançador de foguetes múltiplos BM-13-16 em um ZIL-157 (2006)

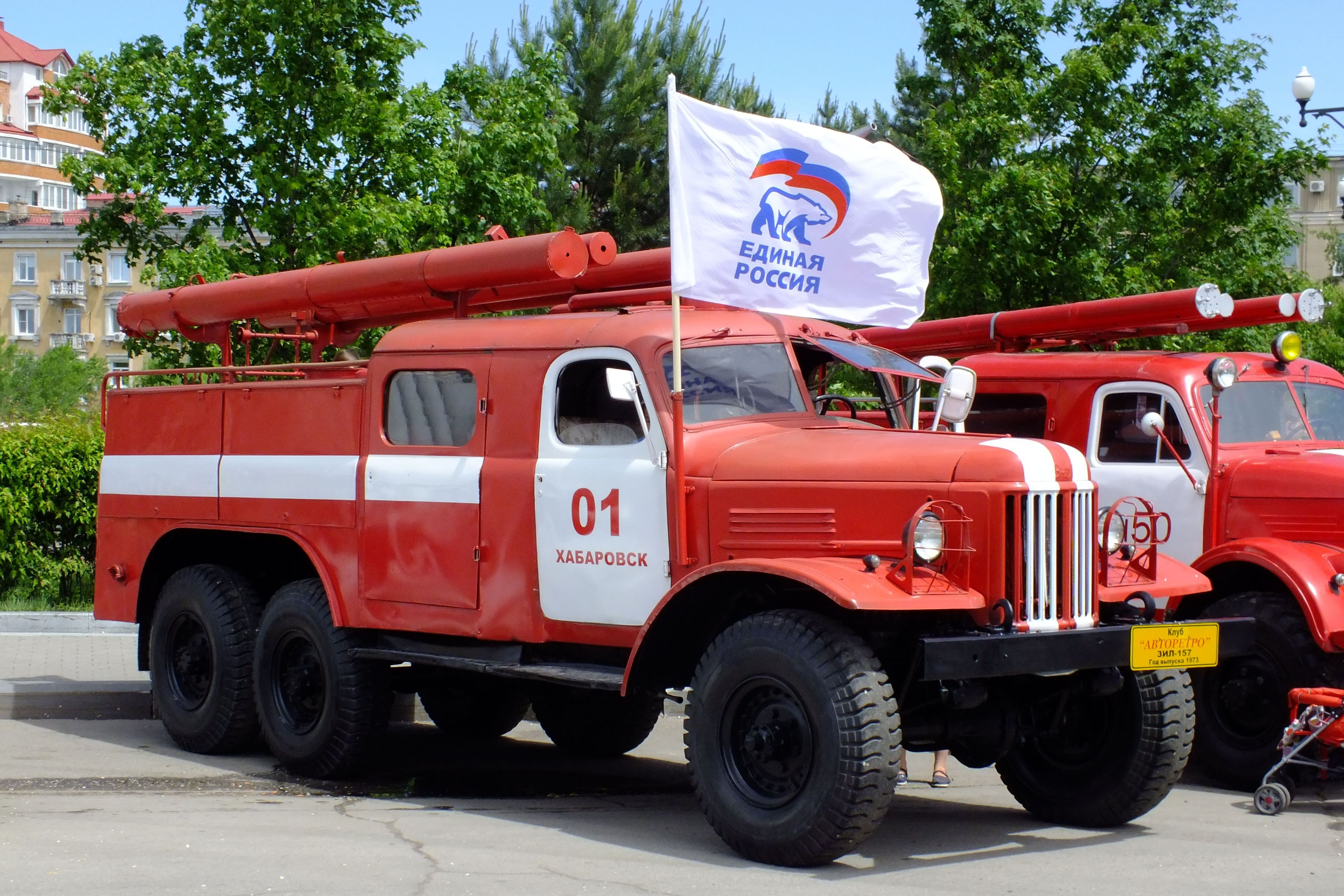
Caminhão de bombeiros com cabine dupla baseado no ZIL-157 (2014)

Algum tempo após o início da produção em série do ZIS-151, a revisão do ZIS-151 começou. O novo projeto recebeu o título de ZIS-157. Em 1956, dois protótipos foram produzidos, que tinham algumas inovações técnicas em comparação com o ZIS-151. Isso também incluía pneus especialmente desenvolvidos para este veículo, que eram particularmente resistentes ao desgaste devido ao uso de várias camadas de material. A roda sobressalente não era mais montada atrás da cabine do motorista, mas sob o caminhão, o que permitiu que o chassi e, portanto, todo o caminhão fossem encurtados. Um sistema de controle de pressão dos pneus também foi instalado, o que melhorou significativamente a capacidade fora de estrada.
A produção em série começou em 18 de setembro de 1958 em Moscou. No curso da desestalinização, no entanto, ele foi renomeado para ZIL-157, assim como a fábrica foi renomeada em 1956 de "Zavod imeni Stalina" para "Zavod imeni Likhacheva". No mesmo ano, o caminhão ganhou um prêmio na exposição mundial em Bruxelas.
Em 1961, uma nova versão foi introduzida. O ZIL-157K tinha um motor mais potente, que herdou do ZIL-131, bem como o resto do trem de força. Este modelo foi construído até a cessação da produção em Moscou em 1978. A partir desse ponto, o Uralsky Avtomotorny Zavod (UAmZ) assumiu a produção do caminhão. Aqui, ele foi retrabalhado novamente e designado ZIL-157KD. A carga útil aumentou em 500 kg para cinco toneladas, e três toneladas de carga ainda podiam ser transportadas fora de estrada. A produção continuou oficialmente até 1992, com veículos ainda sendo montados a partir de peças existentes até 1994. Um total de 797.934 caminhões ZIL-157 foram produzidos por ambos os fabricantes em 36 anos de construção.
O caminhão ZIL-157, assim como seus antecessores, foi projetado principalmente para uso pelo Exército Vermelho, mas também foi produzido para o setor civil e para exportação; também era popular entre empresas florestais e, portanto, também era usado como caminhão de toras, especificamente na versão de caminhão-trator ZIL-157V.
Na União Soviética, o veículo recebeu vários apelidos da população, incluindo "crocodilo", por causa do longo capô e da grade do radiador característica.

## Variantes
- ZIL-157 (ЗИЛ-157) - caminhão de carga, produzido entre 1958 - 1961[4]
- ZIL-157B - Versão protótipo do ZIL-157 sem o sistema central de pressão dos pneus.
- ZIL-157E - Versão chassi-cabine do ZIL-157 com dois tanques de combustível e sem suporte para roda sobressalente.
  - ZIL-157EE, ZIL-157ET - Versões de exportação do ZIL-157E.
  - ZIL-157EG - Versão com equipamento elétrico blindado.

-   - ZIL-157EGE - Versão para exportação com equipamento elétrico blindado para climas temperados.
  - ZIL-157EGT - Versão para exportação com equipamento elétrico blindado para climas tropicais.

- ZIL-157G - Como o ZIL-157, mas com equipamento elétrico blindado.
  - ZIL-157GE, ZIL-157GT - Versões de exportação do ZIL-157G.
- ZIL-157K (ЗИЛ-157К) - caminhão de carga, produzido entre 1962 - 1978.[4] Modernized version of ZIL-157.
  - ZIL-157KYe - Versão de exportação do ZIL-157K para climas temperados.
  - ZIL-157KYu - Versão de exportação do ZIL-157K para climas tropicais.
- ZIL-157KD (ЗИЛ-157КД)[5] - Caminhão de carga de 5 toneladas, produzido desde 1978.[4] Versão modernizada do ZIL-157K.
- ZIL-157KDA - Versão chassi-cabine.
- ZIL-157KDE - Versão chassi-cabine; ZIL-157KE modernizado.
- ZIL-157KDG - Versão com equipamento elétrico blindado; ZIL-157KG modernizado.
- ZIL-157KDM - Versão protótipo de caminhão-plataforma, com motor e transmissão do ZIL-157KD, cabine do ZIL-130 e ZIL-131 e chassi e plataforma plana do ZIL-131. Produzido em 1984.

- ZIL-157KDV (ЗИЛ-157КДВ) - unidade tratora, produzida desde 1978.[6] Modernized version of ZIL-157KV.
  - ZIL-157KDVE, ZIL-157KDVT - Versões de exportação do ZIL-157KDV.
- ZIL-157KE - Versão chassi-cabine; ZIL-157E modernizado.
  - ZIL-157KEE, ZIL-157KET - Versões de exportação do ZIL-157KE.
  - ZIL-157KEG - Versão com equipamento elétrico blindado.

-   - ZIL-157KEGL - Chassi leve (para furgões pesados) com equipamento elétrico blindado.
  - ZIL-157KEGE - Versão para exportação com equipamento elétrico blindado para climas temperados.
  - ZIL-157KEGT - Versão para exportação com equipamento elétrico blindado para climas tropicais.

- ZIL-157KE1 - Versão do ZIL-157KE com gerador.
  - ZIL-157KE1E, ZIL-157KE1T - Versões de exportação do ZIL-157KE1.
- ZIL-157KG - Versão modernizada do ZIL-157G.
  - ZIL-157KGE, ZIL-157KGT - Versões de exportação do ZIL-157KG.
- ZIL-157KV (ЗИЛ-157КВ) - unidade tratora, produzida entre 1962 - 1978.[6] Versão modernizada do ZIL-157V.
  - ZIL-157KVG -  Versão com equipamento elétrico blindado.
  - ZIL-157KVE, ZIL-157KVT - Versões de exportação do ZIL-157KV.
- ZIL-157L - Versão protótipo com direção hidráulica do ZIL-157. Produzido em 1958, cancelado devido a problemas na suspensão dianteira e na direção.
- ZIL-157V - Versão caminhão-trator. Produzido entre 1958 - 1961.
  - ZIL-157VG - Como ZIL-157V, mas com equipamento elétrico blindado.
  - ZIL-157VE, ZIL-157VT - Versões de exportação do ZIL-157V.
- ZIL-157Ye - Versão de exportação do ZIL-157 para climas temperados.
- ZIL-157Yu - Versão de exportação do ZIL-157 para climas tropicais.
- ZIL-4311 - Protótipo substituto do ZIL-157. Produzido em 1976.
- KMM (колёсный механизированный мост КММ) - veículo lança-pontes soviético no chassi do ZIL-157[7]

## Operadores
- Albânia: Jiefang CA-30[8]
- Bangladesh: Variantes Jiefang CA-30 da China[9]
- China: Produzido sob licença como Jiefang CA-30
- Finlândia[10]
- Indonésia: A Indonésia tem alguns Zil 157 armazenados no Museu Dirgantara Mandala, possivelmente comprados em 1961
- Iraque[11]
- Coreia do Norte[12]
- União Soviética
- Síria[13]
- Ucrânia: Visto em uso durante a invasão da Ucrânia pela Rússia<ref>Janovsky, Jakub; naalsio26; Aloha; Dan; Kemal; Black, Alexander. «Attack On Europe: Documenting Ukrainian Equipment Losses During The Russian Invasion Of Ukraine». Oryx</ref
- Vietname: Variantes Jiefang CA-30 da China